# Casino (album)
Casino – trzeci album studyjny amerykańskiego gitarzysty jazzowego Ala Di Meoli, wydany w 1978 roku nakładem wytwórni płytowej Columbia Records.

## Lista utworów
Opracowano na podstawie materiału źródłowego.
LP:
Strona A
| 1. | "Egyptian Danza" (Al Di Meola)           | 5:56  |
|    |                                          |       |
| 2. | "Chasin’ the Voodoo" (James Mingo Lewis) | 5:05  |
|    |                                          |       |
| 3. | "Dark Eye Tango" (Di Meola)              | 5:23  |
|    |                                          |       |
|    |                                          | 16:24 |
|    |                                          |       |
Strona B
| 4. | "Señor Mouse" (Chick Corea)                                                                       | 7:21  |
|    |                                                                                                   |       |
| 5. | "Fantasia Suite for Two Guitars" (Di Meola)                                                       | 5:11  |
|    | - a) Viva La Danzarina - b) Guitars of the Exotic Isle - c) Rhapsody Italia - d) Bravoto Fantasia |       |
| 6. | "Casino" (Di Meola)                                                                               | 9:29  |
|    |                                                                                                   |       |
|    |                                                                                                   | 22:01 |
|    |                                                                                                   |       |

## Twórcy
Opracowano na podstawie materiału źródłowego.
Muzycy:
- Al Di Meola – gitary, mandolina, instrumenty perkusyjne
- Eddie Colon – instrumenty perkusyjne
- Steve Gadd – perkusja
- Anthony Jackson – gitara basowa
- James Mingo Lewis – instrumenty perkusyjne
- Barry Miles – fortepian, keyboardy, syntezator, marimba, instrumenty perkusyjne

Produkcja:
- Al Di Meola – produkcja muzyczna, aranżacja
- Robert Ludwig – mastering
- Dave Palmer - inżynieria dźwięku
- Jim Galante – inżynieria dźwięku